# Eric Bogle
Eric Bogle (født 23. september 1944) er en skotsk folkemusiker og singer-songwriter. Han blev født og opvoksede i Skotland, men emigrerede til Australien i en alder af 25, hvor han bosatte sig nær Adelaide, South Australia.
Bogles sange dækker en række forskellige emner, og er blevet fremført af mange forskellige kunstnere heriblandt John Schumann, The Skids, June Tabor, The Men They Couldn't Hang, The Clancy Brothers, The Dubliners, The Celtic Folk, John McDermott, Liam Clancy, Mike Harding, The Pogues, Robert Lawrence, De Dannan, Dropkick Murphys, The Corries, Billy Bragg, The Bushwackers, Slim Dusty og John Williamson.
To af hans bedst kendte sange er "No Man's Land" (eller "The Green Fields of France") og "And the Band Played Waltzing Matilda", hvoraf den sidste i 2001 blev udnævnt som en af APRA Top 30 Australian songs, som en del af Australasian Performing Right Associations 75's års jubilæum.
I 2006 modtog han Folkemusikprisen.

## Diskografi

### Studiealbum
- Now I'm Easy (1980)
- Plain & Simple (1981) med John Munro
- Scraps of Paper (1982)
- When The Wind Blows (1984) med John Munro og Brent Miller
- Hard Hard Times (1985) med John Munro
- Singing The Spirit Home (1986)
- Something of Value (1988)
- Voices in the Wilderness (1990)
- Mirrors (1993)
- The Emigrant & The Exile (1996) med John Munro
- Small Miracles (1997)
- Endangered Species (1999)
- The Colour of Dreams (2002)
- Other People's Children (2005)
- The Dreamer (2009)
- A Toss of the Coin (2013) med John Munro
- Voices (2016) med John Munro

### Livealbum
- In Person (1977) Optaget i Tyskland, februar 1977
- Vol. 1 – Live in Person (1982) Genudgivelse af In Person
- Vol. 2 – Down Under (1982) Optaget i februar og maj 1977 - uautoriseret udgivelse[3][4]
- Vol. 3 – Pure (1982) Optaget i februar og maj 1977 - uautoriseret udgivelse[3][4]
- In Concert (1985) with John Munro & Brent Miller - optaget på Octagon Theatre, University of W.A. i august 1984.
- I Wrote This Wee Song... (1994) Optaget på Adelaide Arts Theatre den 31. juli 1993
- At This Stage: The Live Collection (2005) Inkluderer In Concert (1985) og materiale tre andre optrædener
- Live at Stoneyfell Winery (2009) DVD - optaget på Stoneyfell Winery, Adelaide, South Australia den 1. marts 2009

### Antologier
- The Eric Bogle Songbook (1986)
- Not The Worst of Eric Bogle (1990)
- It's Not Cricket (1992)
- The Eric Bogle Songbook Volume 2 (1992)
- Just The Funny Stuff (1994)
- The Gift of Years: Very Best Of (2000)
- By Request (2001)
- Singing The Spirit Home (2005) Limited Edition 5 CD collection
- A Few Old Songs For Very New Times (2010)